# تولمدزو
تولمدزو (به ایتالیایی: Tolmezzo) یک کومونه در ایتالیا است که در استان اودینه واقع شده‌است.

## خصوصیات
تولمدزو ۶۵ کیلومترمربع مساحت و ۱۰٬۵۴۱ نفر جمعیت دارد و ۳۲۳ متر بالاتر از سطح دریا واقع شده‌است.

## خواهرخوانده
شهرهای نیورو، زیمباخ آم این و Sankt Florian خواهرخوانده‌های تولمدزو هستند.